# Iveta Benešová
Iveta Benesova (Most, República Checa, 1 de febrero de 1983) es una tenista profesional. Empezó a jugar al tenis a los 7 años y se convirtió en profesional en 1998 en Praga. Ha ganado un campeonato del Tour de la WTA, en Acapulco en el 2004.
En el Abierto de Australia del 2006, por primera vez, alcanzó la tercera ronda de un Grand Slam venciendo a la 5 sembrada Mary Pierce por 6-3 y 7-5. En la siguiente ronda fue vencida por Martina Hingis por un resultado de 6-4 y 6-1.

## Torneos de Grand Slam

### Campeona Dobles Mixtos (1)
| Año  | Torneo    | Pareja        | Oponentes en la final          | Resultado |
| 2011 | Wimbledon | Jurgen Melzer | Mahesh Bhupathi Yelena Vesnina | 6-3, 6-2  |

## Títulos WTA (16; 2+14)

### Individuales (2)
| Leyenda: Antes de 2009 | Leyenda: A partir de 2009 |
| ---------------------- | ------------------------- |
| Grand Slam (0)         |                           |
| Juegos Olímpicos (0)   |                           |
| WTA Championships (0)  |                           |
| Tier I (0)             | Premier Mandatory (0)     |
| Tier II (0)            | Premier 5 (0)             |
| Tier III (1)           | Premier (0)               |
| Tier IV & V (0)        | International (1)         |

| No. | Fecha              | Torneo   | Superficie    | Oponente en la final | Resultado |
| 1.  | 7 de marzo de 2004 | Acapulco | Tierra batida | Flavia Pennetta      | 7-6, 6-4  |
| 2.  | 1 de mayo de 2010  | Fez      | Tierra batida | Simona Halep         | 6-4, 6-2  |

### Finalista en individuales (6)
- 2002: Bratislava (pierde ante Maja Matevzic)
- 2004: Estoril (pierde ante Emilie Loit)
- 2004: Forest Hills (pierde ante Elena Likhovtseva)
- 2006: Hobart (pierde ante Michaella Krajicek)
- 2008: Estoril (pierde ante Maria Kirilenko)
- 2009: Hobart (pierde ante Petra Kvitová)

### Dobles (14)
| Leyenda: Antes de 2009 | Leyenda: A partir de 2009 |
| ---------------------- | ------------------------- |
| Grand Slam (0)         |                           |
| Juegos Olímpicos (0)   |                           |
| WTA Championships (0)  |                           |
| Tier I (0)             | Premier Mandatory (0)     |
| Tier II (2)            | Premier 5 (1)             |
| Tier III (1)           | Premier (3)               |
| Tier IV & V (1)        | International (6)         |

| No. | Fecha                    | Torneo           | Superficie        | Pareja                     | Oponentes en la final                | Resultado           |
| 1.  | 13 de febrero de 2005    | París            | Moqueta           | Kveta Peschke              | Anabel Medina Dinara Sáfina          | 6-2, 2-6, 6-2       |
| 2.  | 30 de septiembre de 2007 | Luxemburgo       | Dura              | Janette Husárová           | Victoria Azarenka Shahar Peer        | 6-4, 6-2            |
| 3.  | 23 de febrero de 2008    | Bogotá           | Tierra batida     | Bethanie Mattek            | Jelena Kostanić Tošić Martina Müller | 6-3, 6-3            |
| 4.  | 3 de agosto de 2008      | Estocolmo        | Dura              | Barbora Záhlavová-Strýcová | Petra Cetkovská Lucie Šafářová       | 7-5, 6-4            |
| 5.  | 25 de octubre de 2009    | Luxemburgo       | Dura              | Barbora Záhlavová-Strýcová | Vladimira Uhlirova Renata Voracova   | 1-6, 6-0, [10-7]    |
| 6.  | 14 de febrero de 2010    | París            | Dura              | Barbora Záhlavová-Strýcová | Cara Black Liezel Huber              | w/o                 |
| 7.  | 7 de marzo de 2010       | Monterrey        | Dura              | Barbora Záhlavová-Strýcová | Anna-Lena Grönefeld Vania King       | 3-6, 6-4, [10-8]    |
| 8.  | 1 de mayo de 2010        | Fez              | Tierra batida     | Anabel Medina              | Lucie Hradecka Renata Voracova       | 6-3, 6-1            |
| 9.  | 2 de octubre de 2010     | Tokio (Pacífico) | Dura              | Barbora Záhlavová-Strýcová | Shahar Peer Shuai Peng               | 6-4, 4-6, [10-8]    |
| 10. | 14 de enero de 2011      | Sídney           | Dura              | Barbora Záhlavová-Strýcová | Květa Peschke Katarina Srebotnik     | 4-6, 6-4, [10-7]    |
| 11. | 6 de marzo de 2011       | Monterrey        | Dura              | Barbora Záhlavová-Strýcová | Anna-Lena Grönefeld Vania King       | 6-7(8), 6-2, [10-6] |
| 12. | 30 de abril de 2011      | Barcelona        | Tierra batida     | Barbora Záhlavová-Strýcová | Natalie Grandin Vladimira Uhlirova   | 5-7, 6-4, [11-9]    |
| 13. | 23 de octubre de 2011    | Luxemburgo       | Dura (i)          | Barbora Záhlavová-Strýcová | Lucie Hradecká Yekaterina Makárova   | 7-5, 6-3            |
| 14. | 29 de abril de 2012      | Stuttgart        | Tierra batida (i) | Barbora Záhlavová-Strýcová | Julia Görges Anna-Lena Grönefeld     | 6-4, 7-5            |

### Finalista en dobles (1)
- 2014: Acapulco (junto a Petra Cetkovská pierden ante Kristina Mladenovic y Galina Voskoboeva)